# Alberguería (Villar de Barrio)
Mondongo (llamada oficialmente Santa María da Alberguería) es una parroquia del municipio español de Villar de Barrio, en la provincia de Orense, Galicia.

## Toponimia
La parroquia también es conocida por el nombre de Santa María de Alberguería.

## Organización territorial
La parroquia está formada por una entidad de población:
- Arruás

## Demografía
| Gráfica de evolución demográfica de Alberguería entre 2000 y 2023 |
|                                                                   |
| Datos según el nomenclátor publicado por el INE.                  |